# Hegyhátmaróc
Hegyhátmaróc (németül: Marotz) község Baranya vármegyében, a Komlói járásban.

## Fekvése
Baranya vármegye északi szélén, a Hegyhát egy völgyében fekvő zsáktelepülés. Mágocstól 11 km-re található. A környező települések Szászvár, Bikal, Egyházaskozár, Tófű, Vékény és Köblény. Közúton csak Egyházaskozár területéről érhető el, a Bonyhád-Kaposszekcső közti 6534-es útból kiágazó 65 186-os számú bekötőúton.

## Története
Hegyhátmaróc neve a morva jelentésű marót, maróc szóból ered. A település első írásos említése 1328-ból származik, egy oklevélben ekkor Morouth néven szerepel, majd 1399-ben már Marócként említik. Az Egyházasmarócnak és Nagymarócnak is nevezett falu a szalatnaki uradalom része volt, földesurai a Treutel és a Lévai család voltak.
Maróc 1542 után, a török hódoltság idején elnéptelenedett, majd a törökök kiűzése után rövid időre szerbek költöztek a pusztává vált településre, akik a népi emlékezet szerint templomot is építettek maguknak a Kálváriahegyen. A falu szerb lakói a Rákóczi-szabadságharc idején, Vak Bottyán kurucai elől a Dráván túlra menekültek, helyükre 1733-ban a Fekete-erdő környékéről tíz telepes sváb család érkezett. Nekik köszönhetően Maróc a 19. századra dohánytermesztéséről vált ismertté. Az ekkor a bikali uradalomhoz tartozó településen építették fel a földesúr Puchner család nyári rezidenciáját, báró Puchner Antal generális pedig a hegyhátmaróci temető kriptájában nyugszik. A 20. század során a falut megviselte a II. világháború utáni kitelepítés, majd a szocializmus időszakának kollektivizálása. Az 1860-1870-es évektől működő iskola felső tagozata az 1950-es években, az alsó tagozat az 1960-as években szűnt meg.
A rendszerváltás után megvalósult a település közművesítése. A következő évtizedekben több német és holland család vásárolt házat a csendes faluban, ahol sok hagyományos stílusú, évszázados parasztház található, többet a közelmúltban újítottak fel.

## Közélete

### Polgármesterei
- 1990–1994: Borbély Lajos (független)[7]
- 1994–1998: Borbély Lajos (független)[8]
- 1998–2002: Czinege Sándor (független)[9]
- 2002–2006: Czinege Sándor (független)[10]
- 2006–2010: Czinege Sándor (független)[11]
- 2010–2014: Varga Lívia (független)[12]
- 2014–2019: Varga Lívia (független)[13]
- 2019–2024: Halmos Csaba (független)[14]
- 2024– : Halmos Csaba (független)[1]

## Népesség
A település népességének változása:
| Lakosok száma | 140  | 142  | 134  | 129  | 118  | 123  | 122  | 120  |
|               | 2013 | 2014 | 2015 | 2019 | 2021 | 2022 | 2023 | 2024 |

2001-ben lakosságának 13,3%-a vallotta magát németnek.
A 2011-es népszámlálás során a lakosok 97,3%-a magyarnak, 0,7% cigánynak, 15,6% németnek mondta magát (a kettős identitások miatt a végösszeg nagyobb lehet 100%-nál). A vallási megoszlás a következő volt: római katolikus 70,7%, református 4,1%, evangélikus 18,4%, görögkatolikus 0,7%, felekezeten kívüli 3,4% (2,7% nem nyilatkozott).
2022-ben a lakosság 85,4%-a vallotta magát magyarnak, 2,4% cigánynak, 0,8% németnek, 4,1% egyéb, nem hazai nemzetiségűnek (10,6% nem nyilatkozott; a kettős identitások miatt a végösszeg nagyobb lehet 100%-nál). Vallásuk szerint 31,7% volt római katolikus, 21,1% evangélikus, 4,9% református, 0,8% egyéb keresztény, 3,3% egyéb katolikus, 15,4% felekezeten kívüli (22,8% nem válaszolt).

## Nevezetességei
- Római katolikus templom (1820)[17] és Szent Vendel-szobor[18]